# Marre (Mosa)
Marre è un comune francese di 178 abitanti situato nel dipartimento della Mosa nella regione del Grand Est.

## Società

### Evoluzione demografica
Abitanti censiti